# ナイトフォール・イン・ミドル・アース
『ナイトフォール・イン・ミドル・アース』（Nightfall in Middle-Earth）は、ドイツのヘヴィメタルバンド、ブラインド・ガーディアンが1998年に発表したアルバム。スタジオ・アルバムとしては6作目で、バンドにとって初のコンセプト・アルバムである。

## 解説
J・R・R・トールキンのファンタジー小説『シルマリルの物語』に基づいたコンセプト・アルバムで、ジャケットにはモルゴスとルーシエンが描かれている。
本作は、バンドのセルフ・プロデュース体制で制作され、フレミング・ラスムッセンとチャーリー・バウアーファイントがミキシングを担当した。ハンズィ・キアシュは本作よりボーカルに専念するようになったため、サポート・ベーシストのオリヴァー・ホルツヴァルトを加えた編成で録音された。後にドリームタイドに加入するオラフ・ゼンクバイルが、バッキング・ボーカルで参加している。
本作から彼らの自前のスタジオである、トワイライトホール・スタジオ（Twilighthall Studios）を使用している。場所は、彼らの出身地であるクレーフェルト郊外にある。このスタジオは彼らだけではなく、ドイツ内外のミュージシャンも利用している。
バンドは本作で初めて、母国ドイツのアルバム・チャートにおいてトップ10入りを果たした。本作からは、「ミラー・ミラー」がシングル・カットされた。

## リマスター
2007年にリミックス・リマスターされ、ボーナストラックが追加されたバージョンが発売。

また、2013年に発売された「ア・トラヴェラーズ・ガイド・トゥ・スペース・アンド・タイム（A Traveler's Guide to Space and Time）」という限定ボックスセットには、ミキシングを若干の調整を加えた新たなリマスター盤が収録。

## 収録曲
特記なき楽曲は、作詞：ハンズィ・キアシュ、作曲：ハンズィ・キアシュ&アンドレ・オルブリッチ
解説は、本アルバムのライナーノーツにあるハンズィ・キアシュ本人のコメントに基づく。
|                                | タイトル                                                                                       | 演奏時間 | 解説                                                                                                   |
| ------------------------------ | ---------------------------------------------------------------------------------------------- | -------- | --- |
| 1                              | ウォー・オブ・ラス War of Wrath                                                                | 1:50     | 長い間、ライブではイントロとして使用された                                                             |
| 2                              | イントゥ・ザ・ストーム Into the Storm                                                          | 4:24     | 1曲目と共にライブでは幕開けの曲として使用された                                                        |
| 3                              | ラモス Lammoth                                                                                 | 0:28     | |
| 4                              | ナイトフォール Nightfall                                                                       | 6:08     | ライブで人気の曲                                                                                       |
| 5                              | ミンストレル The Minstrel                                                                      | 0:32     | |
| 6                              | カース・オブ・フェアノール The Curse of Feanor                                                 | 5:12     | 作詞：キアシュ／作曲：キアシュ、オルブリッチ、マーカス・ズィーペン、トーマス ・"トーメン"・ スタッシュ |
| 7                              | キャプチャード Captured                                                                        | 0:26     | |
| 8                              | ブラッド・ティアーズ Blood Tears                                                               | 5:23     | |
| 9                              | ミラー・ミラー Mirror Mirror                                                                   | 5:07     | ライブで人気の曲。最後の演奏する曲として定着                                                           |
| 10                             | フェイス・ザ・トゥルース Face the Truth                                                        | 0:24     | |
| 11                             | ノルドール（デッド・ウィンター・レインズ） Noldor (Dead Winter Reigns)                         | 6:51     | |
| 12                             | バトル・オブ・サドゥン・フレーム Battle of Sudden Flame                                        | 0:44     | |
| 13                             | タイム・スタンズ・スティル（アット・ジ・アイアン・ヒル） Time Stands Still (At the Iron Hill)  | 4:53     | ライブで人気の曲                                                                                       |
| 14                             | ダーク・エルフ The Dark Elf                                                                    | 0:23     | |
| 15                             | ソーン Thorn                                                                                   | 6:18     | |
| 16                             | エルダー The Eldar                                                                             | 3:39     | 作詞：キアシュ／作曲：キアシュ、オルブリッチ、ミヒャエル・シューレン                                   |
| 17                             | ナン・ザ・ワイズ Nom the Wise                                                                  | 0:33     | |
| 18                             | ホエン・ソロウ・サング When Sorrow Sang                                                        | 4:25     | |
| 19                             | アウト・オン・ザ・ウォーター Out on the Water                                                  | 0:44     | |
| 20                             | ステッドファスト The Steadfast                                                                 | 0:21     | |
| 21                             | ダーク・パッセージ A Dark Passage                                                              | 6:01     | |
| 22                             | ファイナル・チャプター（ザス・エンズ…） Final Chapter (Thus Ends...)                           | 0:48     | |
| 日本初回盤ボーナス・トラック   |                                                                                                |          | |
| 23                             | ナイトフォール（オーケストラ・ヴァージョン） Nightfall (Orchestral Version)                    | 5:38     | |
| 24                             | ダーク・パッセージ（インストゥルメンタル・ヴァージョン） A Dark Passage (Instrumental Version) | 6:04     | インストゥルメンタル                                                                                   |
| 2007年再発盤ボーナス・トラック |                                                                                                |          | |
| 23                             | ハーヴェスト・オブ・ソロウ Harvest of Sorrow                                                   | 3:39     | 作詞：キアシュ／作曲：キアシュ、ズィーペン、スタッシュ                                                 |

## 参加ミュージシャン
- ハンズィ・キアシュ - ボーカル
- アンドレ・オルブリッチ - リードギター、バッキング・ボーカル
- マーカス・ズィーペン - リズムギター、バッキング・ボーカル
- トーマス ・"トーメン"・ スタッシュ - ドラムス

ゲスト・ミュージシャン
- オリヴァー・ホルツヴァルト（Oliver Holzwarth） - ベース、フレットレスベース
- マティアス・ヴィーズナー（Mathias Wiesner） – キーボード、エフェクト
- ミヒャエル・シューレン（Michael Schüren） - ピアノ
- マックス・ツェルツナー（Max Zelzner） - フルート、アルトフルート
- ビリー・キング（Billy King） - バッキング・ボーカル
- トーマス・ハックマン（Thomas Hackmann） - バッキング・ボーカル
- ロルフ・ケーラー（Rolf Köhler） - バッキング・ボーカル
- オラフ・ゼンクバイル（Olaf Senkbeil） - バッキング・ボーカル
※ドリームタイド

ナレーション
- ノーマン・アシュレイ（Norman Eshley）
- ダグラス・フィールディング（Douglas Fielding ）

プロダクション
- プロデューサー、ミキシング - ブラインド・ガーディアン
- ミキシング - フレミング・ラスムッセン（Flemming Rasmussen）
- 間奏のミキシング - チャーリー・バウアファイント（Charlie Bauerfeind）
- ミキシングエンジニア - フレミング・ラスムッセン、チャーリー・バウアファイント、ピート・シールク（Piet Sielck）
- ドラムとパーカッション、各種ボーカル、ベース、ピアノ、間奏のレコーディング及びエンジニア - チャーリー・バウアファイント
- 各種ギター、キーボード及びオーケストラエフェクトのレコーディングとエンジニア - ピート・シールク
- ボーカルのレコーディング及びエンジニア - フレミング・ラスムッセン
- 各種フルートとボーカルのレコーディング及びエンジニア - クニー（Cuny）
- アルバムカバー及び物語のイラスト - アンドレアス・マーシャル（Andreas Marshall）
- レコーディングスタジオ - トワイライトホール・スタジオ（Twilight Hall Studios）、カロ・スタジオ（Karo Studio）、スウィート・サイレンス・スタジオ（Sweet Silence Studios）、ヴォックス・スタジオ（Vox Studios）、エア・エーデル・スタジオ（Air-Edel Studios）
- 写真 - トーステン・アイヒホースト（Thorsten Eichhorst）